# Tommi Grönlund
Tommi Grönlund, född 1967 i Åbo, är en finländsk konstnär.
Tommi Grönlund studerade arkitektur på Tammerfors universitet 1986. Han grundade 1993 skivmärket Sähkö Recordings för elektronisk musik.
Tommi Grönlund har arbetat med Petteri Nisunen sedan 1990-talet i konstnärsduon Grönlund–Nisunen. De hade sina första separatutställningar 1993 på Galleri Kluuvi i Helsingfors och Titanik galleria i Åbo. De arbetar med konstverk i gränslandet mellan ljud och bild.
Grönlund och Nisunen fick 1997 utmärkelsen Årets unga konstnär, 2004 Edstrandska stiftelsens stipendium och 2013 Leonardo da Vinci Award of Arts.

## Offentliga verk
- Light Weave, Led-lampor, stålvajrar med mera, 72 x 4,8 x 2,4 meter, Kägeluddens metrostation, Esbo (tillsammans med Petteri Nisunen)
- Mirage, 2011, kvarteret Lusten i Hornsbergs strand i Stockholm (tillsammans med Petteri Nisunen)
- Caprice, 2008, stålbjälkar, stålvajrar, elektriska motorer med mera, Bryggen i Vejle i Danmark (tillsammans med Petteri Nisunen)
- Nine Key Passage, 2008, Nya Akerhus sjukhus i Oslo (tillsammans med Petteri Nisunen)
- De två verken Daily Sunspot Activity och Convex-concave, 2008, studentcentret vid Bergens universitet (tillsammans med Petteri Nisunen)